# Aronești
Aronești falu Romániában, Erdélyben, Fehér megyében. Közigazgatásilag Bisztra községhez tartozik.

## Fekvése
A Mócvidéken, Bisztra közelében, Dealu Muntelui mellett fekvő település.

## Története
Aroneşti korábban Dealu Muntelui része volt. 1956 körül vált külön 84 lakossal.
1966-ban 55, 1977-ben 40, 1992-ben 12, a 2002-es népszámlálási adatok szerint pedig 13 román lakosa volt.